# Colégio Yuet Wah
Colégio Yuet Wah (em chinês tradicional: 粵華中學, em inglês: Yuet Wah College ), é uma das escolas secundárias com a história mais longa em Macau, China. É dividido em secção chinesa e secção inglesa. Situa-se na Estrada da Vitória e é actualmente administrado pela Congregação salesiana da Igreja Católica Romana. A partir do ano lectivo de 2001, o Colégio Yuet Wah, o Colégio Dom Bosco (Yuet Wah) e o Colégio Perpétuo Socorro Chan Sui Ki(Sucursal) estabelecem uma relação recíproca do prosseguimento do estudo entre a educação pré-escolar e o ensino secundário.

## História

### Período de fundação

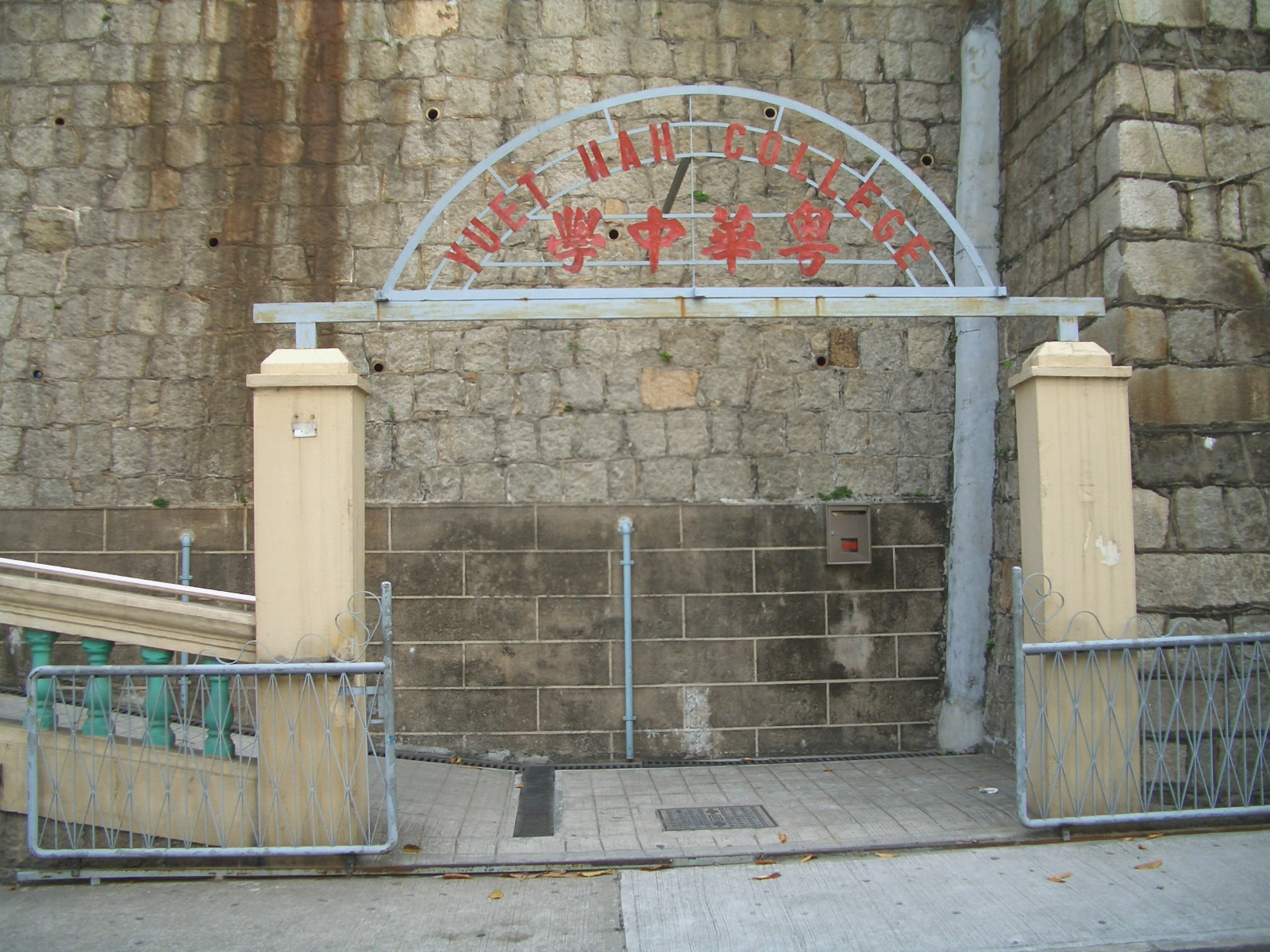
Portão principal antigo

O Colégio Yuet Wah foi fundado em Cantão em 1925 pelas Sras. Liu Fung Kei e Tam Yee Man e foi originalmente uma escola protestante. Posteriormente, devido à instabilidade da conjuntura de Cantão, as duas fundadoras decidiram mudar o Colégio Yuet Wah para Macau, em 1928, para continuar com a actividade educativa da escola. Em 1929, graduaram-se os primeiros estudantes do ensino secundário geral. Até 1933, devido à insuficiência das salas de aula, recebeu ajudas do Governo Português de Macau e doações de diversos sectores da sociedade local, para construir os edifícios escolares num terreno na Estrada da Vitória, inaugurando no ano seguinte. Em 1935, o Colégio foi registado novamente no Departamento de Educação da Província de Guangdong e foi aprovado e renomeado como “Colégio Privado Yuet Wah, Macau”(em chinês: 澳門私立粵華中學). Em 1941, graduaram-se os primeiros estudantes do ensino secundário complementar, e a partir deste ano, o Colégio Yuet Wah tornou-se numa escola secundária completa que fornece o ensino secundário geral e complementar.

### Período de ampliação
Em Abril de 1942, com o início da Guerra do Pacífico, a situação financeira do Colégio tornou-se bastante precária. Contudo, dado que as Sras. Liu Fung Kei e Tam Yee Man não quiseram suspender as actividades educativas, através da organização do Padre Mario Aquitapace e com o consentimento das autoridades salesianas, o Colégio passou a ser administrado e detido pelos Salesianos. Assim sendo, o Colégio tornou-se numa escola católica salesiana. Em Junho do mesmo ano, realizou-se a cerimónia de graduação da segunda edição de ensino secundário complementar, sendo o Colégio Yuet Wah, além do Instituto Salesiano de Macau, uma das escolas secundárias mais antigas em Macau que ministra o curso de ensino secundário complementar. Posteriormente, o Colégio Yuet Wah adquiriu o complexo escolar antigo da “Escola Primária Qian Yun” que se situou na Travessa dos Bombeiros, e estabeleceu a “Escola Primária Yuet Wah”, para ministrar os cursos da educação pré-escolar e do ensino primário (até o 4.º ano).

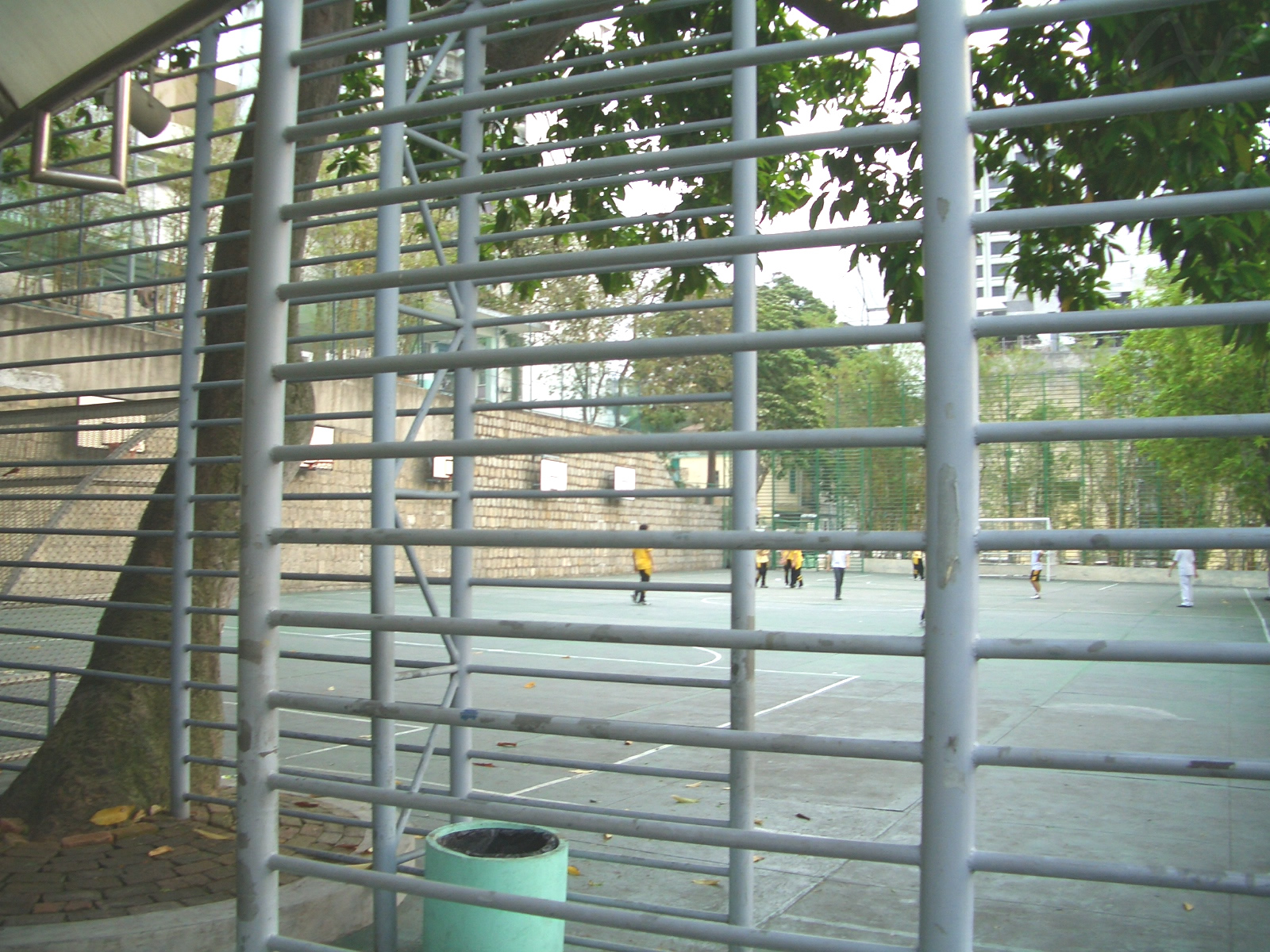
Campo de futebol principal no Colégio

Em 1944, dado que a “Pooi Ching Girls Middle School” das Filhas Canossianas da Caridade não conseguiu registar no Departamento de Educação da Província Guangdong, esta foi integrada com o Colégio Yuet Wah e foi renomeada como “Colégio Yuet Wah (Secção feminina)”.

### Desenvolvimento diversificado
No ano lectivo de 1947, realizou-se pela primeira vez o Jogo Desportivo e estabeleceu-se o grupo de escoteiro (foi reformado e integrado no grupo n.º 12 do Escoteiros de Macau em 1947).

### Criação da secção inglesa
Em 1948, o Colégio Yuet Wah criou a secção inglesa. No ano lectivo de 1949, o Colégio Yuet Wah (Secção Inglesa) deslocou-se para o novo complexo escolar que se situou na Avenida do Coronel Mesquita. Em Junho de 1954, os finalistas deste ano participaram, pela primeira vez, nos exames de “General Certificate of Education” (GCE) do Reino Unido. 